# 无名平瓣蜗牛
无名平瓣蜗牛（学名：Platypetasus innominata）为巴蜗牛科平瓣蜗牛属的动物，是中国的特有物种。分布于四川、湖北等地，生活环境为陆地，多栖息于潮湿的灌木草丛中、落叶石块下以及岩隙腐木下。